# حرف مزدوج
المزدوج في اللسانيات - وتحديداً في سياق النطق - هو زوج من الحروف المعبرة عن صوت كلامي مميز (فونيم) واحد أو سلسلة من الأصوات الكلامية المميزة التي لا تتناسب قيمتها وقيمة الرموز الفردية المكونة للمزدوج.

## أمثلة

### الفاء الأوروبية
مثلا، حرفا p وh في كلمة gráphō يلفظان معا [‎f‏]، فلا يتناسب وأصوات الرموز المنفردة المكونة لهذا المزدوج، التي هي [p] و [h].

### الشين الفرنسية
مثلا، حرفا c وh في كلمة chien يفظان معا [‎ʃ]‏]، فلا يتناسب وأصوات الرموز المنفردة المكونة لهذا المزدوج.

### في السندية
- سنڌي: گھ

### في الجاوية
- ملايو\جاوي:ng ،ny

### في البوشناقية
- بۉسآنسقاى: Ǉ ،ǈ ،ǉ Lj

### في التتارية
- تاتارچا: кь